# Rastlebener See
Der Rastlebener See liegt im Osten der Dorfschaft Liensfeld der Gemeinde Bosau im Kreis Ostholstein in Schleswig-Holstein in der hügeligen Moränenlandschaft der Holsteinischen Schweiz und wird ostwärts durch die Liensfelder Au in Richtung des Klenzauer Sees entwässert.
Der See ist mit einer Größe von rund einem Hektar eher klein – er hat eine quadratische Grundform und ist etwa 100 Meter breit und lang. Das Gewässer steht unter Naturschutz und wird nicht befischt oder beangelt.
Der Name des Sees erinnert an den Hof Rastleben, den sich der Eutiner Regierungspräsident Otto Christian Coch in den 1720er Jahren erbaute. Nach Cochs Tod wurde der Hof verpachtet, die Gebäude 1770 abgebrochen bis auf ein Torhaus, das 1856 noch stand.